# Harquency

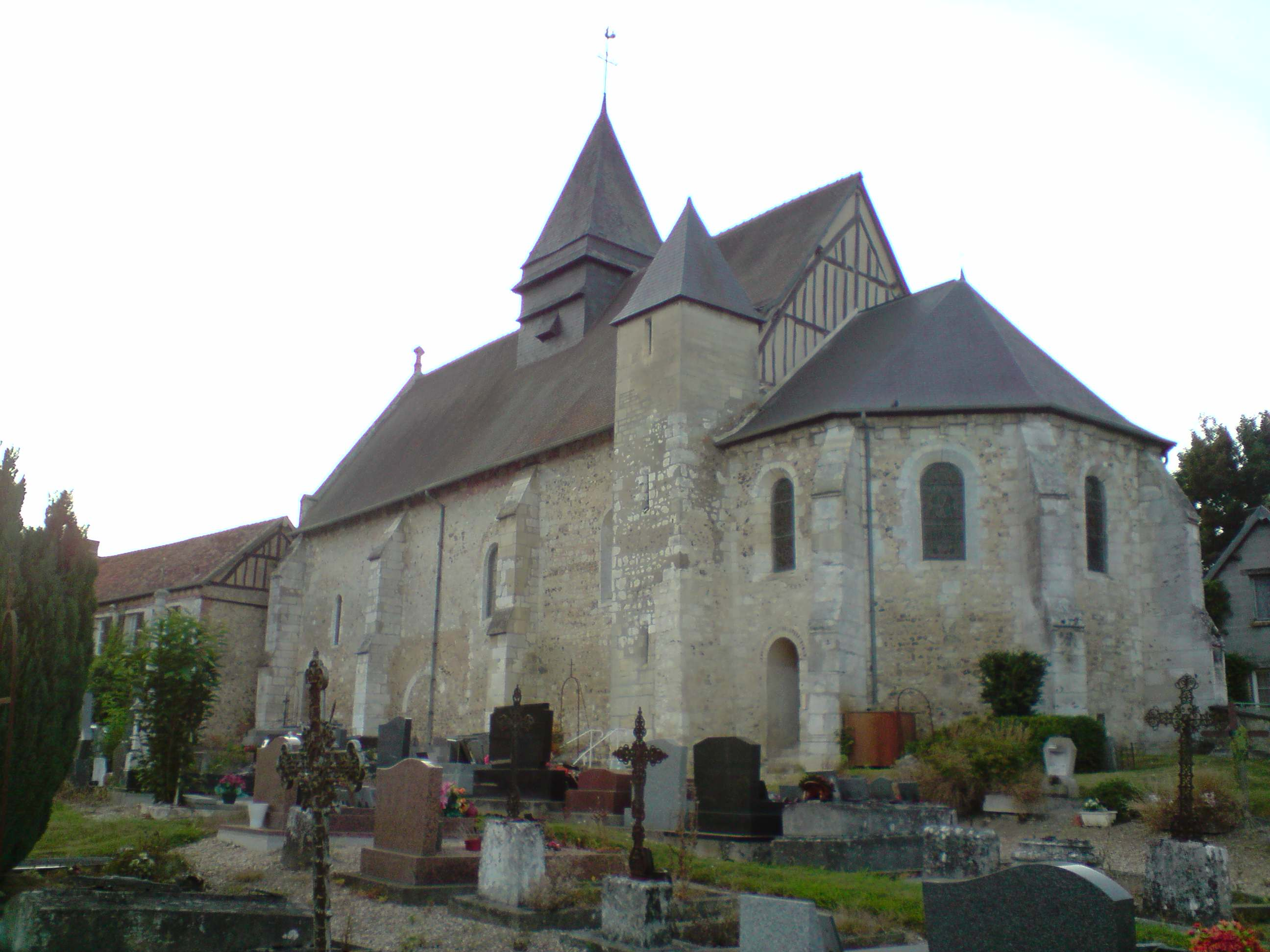
church of Harquency

 Harquency  là một xã thuộc tỉnh Eure trong vùng Normandie miền bắc nước Pháp.